# Marko Perković - Thompson
Marko Perković Thompson, hrvaški pevec, * 27. oktober 1966, Čavoglave, Hrvaška.
Perković je pevec hrvaške rock skupine Thompson in avtor njenih pesmi z nacionalno, religiozno in ljubezensko tematiko. Priljubljen je v delu javnosti na Hrvaškem in Hrvatov v izseljenstvu, medtem ko je tarča številnih kritik glede nacionalizma, fašizma, nacizma in ustaštva, v tematikah pesmi in na koncertih, predvsem pri mlajšem delu njegove publike.

## Biografija
Rodil se je 27. oktobra 1966 v vasici Čavoglave v Dalmaciji na Hrvaškem. Oče Ante je delal v Nemčiji, zato je svojo družino obiskoval le ob večjih praznikih, npr. za božič in veliko noč, mama Marija pa je skupaj z Markom in njegovim bratom Draženom živela v Čavoglavah.

### Mladost
Na začetku hrvaške osamosvojitvene vojne leta 1991 se je pridružil Zboru narodne garde in tako pri svojih 25 letih udeležil vojne. Takrat je uporabljal puško Thompson, ki je bila za tisti čas že zastarela, saj je večina uporabljala Kalašnikov (AK-47). Po puški Thompson, ki je zaznamovala njegovo mladost in boj v osamosvojitveni vojni, je dobil tudi svoj vzdevek.
V tistem času, je tudi nastala njegova prva pesem Bojna Čavoglave. Ta pesem je doživela neverjetno priljubljenost med hrvaškimi vojaki, saj jim je dvigovala samozavest, hkrati pa je Thompson nagovarjal Srbe, da ne bodo nikoli osvojili Čavoglav, ker se bodo Hrvati branili do smrti. Pesem pa doživi neverjeten uspeh med hrvaškimi vojaki, pa tudi po celi Hrvaški. Pesem Bojna Čavoglave je uvrščena tudi na kompilacijo Rock za Hrvatsku (Rock za Hrvaško), kjer so zbrane hrvaške domoljubne in protivojne pesmi, nastale med hrvaško osamosvojitveno vojno, leta 1992.
Leta 1992 je slekel vojaško uniformo in začel prirejati dobrodelne koncerte po vsej državi. Istega leta izide njegov prvi album z naslovom Moli mala.
Leta 1994 napiše še eno znano pesem Anica - Kninska kraljica, v kateri Srbom sporoča, da bodo Hrvati osvobodili mesto Knin, kar se kasneje res zgodi. Pesem je na njegovem drugem albumu Vrijeme škorpiona, skupaj še z dvema uspešnicama: Ljutu travu na ljutu ranu in Rosa. Leta 1995 se je spet vrnil v vojsko in sodeloval v operaciji Nevihta in bil eden prvih hrvaških vojakov, ki so vkorakali v osvobojeni Knin. Album izide istega leta 1995, prav v času, ko se je Marko kot član 142. drniške brigade udeležil zaključnih bojev osamosvojitvene vojne.

### Po vojni
Po vojni se je lahko v celoti posvetil glasbi in ustvaril večino svojih najboljših pesmi. Leta 1996 je sledil njegov tretji album z naslovom Geni kameni im istoimenskim hitom.
Čez dve leti, leta 1998, izide še en album, Vjetar s Dinare, ki da kar nekaj uspešnic, kot so Zaustavi se vjetre, Prijatelji, Ljepa li si in še nekatere druge. Največji uspeh iz tega albuma požanje Ljepa li si, v kateri opeva lepoto svoje domovine.
Še večji uspeh pa doživi z izidom albuma E, moj narode, leta 2002. Na tem albumu je še več hitov, npr. Izza devet sela, Ne varaj me, E, moj narode, Neću izdat ja, Moj Ivane, Stari se - v duetu s Tiho Orličem, ki je sicer basist v Thompsonovem bendu. Na albumu se pojavi še ena pesem, ki jo zapoje v duetu, in sicer Reci brate moj. V duetu poje Miroslav Škoro, ki je sicer Thompsonov boter. Album pa ima tudi pesmi Ljepa li si, ki jo zapoje z gosti, in Geni kameni, ki je posneta v živo.
Leta 2003 je izšla kompilacija njegovih najboljših pesmi, z naslovom Sve najbolje. Na njej je 18 Thompsonovih najboljših pesmi, med njimi se pojavi tudi nova pesem Ivane Pavle II, ki je bila posvečena obisku papeža Janeza Pavla II na Hrvaškem.
Na naslednji in zaenkrat Thompsonov najnovejši album je bilo potrebno počakati do decembra leta 2006. S tem albumom je doživel neverjeten uspeh. Kljub temu, da je izšel šele decembra, je postal drugi najbolj prodajan album leta 2006, na Hrvaškem. Najbolj priljubljene pesmi s tega albuma so Početak, Dolazak Hrvata, Kletva kralja Zvonimira, Neka ni'ko ne dira u moj mali dio svemira in Ratnici svjetla. Do sedaj je bilo prodanih preko 120.000 kopij tega albuma.
Marko Perković Thompson je eden izmed najbolj popularnih hrvaških glasbenikov, številne njegove pesmi, kot so Bojna Čavoglave, Lijepa Li Si, Vjetre s Dinare pa so postale stalnica na športnih prireditvah, kjer nastopajo Hrvati in so na neki način že kar ponarodele. Zagotovo je pa Thompson tarča številnih kritik na račun nekaterih njegovih pesmi, nastopov in izjav. Očitajo mu predvsem pretiranega nacionalizma oz. hipernacionalizma, fašizma in ustaštva.

### Družina
Leta 1995 se je poročil s hrvaško pevko Danijelo Martinović, od katere se je kasneje ločil. Od leta 2003 je poročen z ženo Sandro, ki jo je spoznal v Kanadi, ko je imel turnejo po ZDA in Kanadi. Skupaj imata pet otrok: Petra Šimuna (rojen 23. septembra 2003), Anteja Mihaela (roj. 15. oktobra 2005), Divo Marijo (roj. 3. februarja 2007) ter dvojčici Katarino in Cvito (roj. 25. marca 2010). Skupaj s svojo družino živi v Splitu.

## Kontroverznost
Marko Perković Thompson je pogosto obtožen fašizma, nacizma in ustaštva. Eden od razlogov je ta, da predvsem mladina na njegovih koncertih nosi ustaške in nacistične simbole, na majicah in kapah. Thompson je glede tega večkrat povedal, da on ne spodbuja mladine, da nosijo ustaške simbole. Večkrat je oboževalce pozval, naj ne nosijo ustaških simbolov temveč simbole zmagovite hrvaške vojske. Pravi tudi, da je žalostno, da se mladi vračajo v preteklost in nasedajo propagandi.
Eden od argumentov, ki ga navajajo kritiki, ki mu očitajo, da širi ustaštvo, je tudi ta, da pesem Bojna Čavoglave vključuje pozdrav »Za dom - spremni« (»Za dom - pripravljeni«). Pozdrav izhaja iz 19. stoletja, ko so za pozdrav hrvaškemu banu Josipu Jelačiću uporabljali izraz »Za dom! - Spremni umrijeti!«, kar pomeni »Za dom! - Pripravljeni umreti!«. V času druge svetovne vojne so Ustaši uporabljali pozdrav »Za dom - spremni«, ki so ga kasneje tudi nekateri vojaki tradicionalno uporabljali v hrvaški osamosvojitveni vojni.
Vzklikanje tega pozdrava je pogosto slišati pred ali na njegovih koncertih. Na koncertu v Splitu je publika pred nastopom prepevala ustaško pesem Evo Zore, Evo Dana. Na koncertu na trgu bana Jelačića je množica mladih vzklikala »Ubi Srbina« (»Ubij Srba«).
Marko Perković Thompson je bil obtožen, da je sodeloval pri nastanku in izvajanju ustaške pesmi Jasenovac i Gradiška Stara, najprej je priznal, da jo je izvajal, kasneje pa je to zanikal.   Pesem slavi ustaške zločine nad Srbi in Judi. Besedilo te pesmi vključuje:
»Jasenovac i Gradiška Stara, to je kuća Maksovih mesara
U Čapljini klaonica bila, puno Srba Neretva nosila
Sjajna zvijezdo iznad Metkovića, pozdravi nam Antu Pavelića«
kar v prevodu pomeni:
»Jasenovac in Stara Gradiška, to je hiša Maksovih mesarjev
V Čapljini je bila klavnica, veliko Srbov je reka Neretva nosila
Svetla zvezda nad Metkovićem, pozdravi nam Anteja Pavelića«
Posnetek, katerega avtentičnost ni potrjena, je objavil hrvaški spletni portal Index.hr. Thompson je najprej priznal, da je pesem izvajal , kasneje pa je to zanikal.
Leta 2003, so mu prepovedali nastopati ponekod na Nizozemskem, v Amsterdamu in Rotterdamu, zaradi protestov tamkajšne judovske skupnosti. Kot razlog so navedli nacistična in fašistična besedila oz. besedila, ki spodbujajo nasilje in agresijo do drugih narodov. Thompson je na ta dogodek odgovoril s pesmijo Neka ni'ko ne dira u moj mali dio svemira (Nihče naj se ne dotika mojega delčka vesolja), v kateri poje, da ga imajo neupravičeno za fašista, saj s tem prikrivajo svojo komunistično preteklost, zase pa pravi, da je domoljub in da nima nikakršne povezave s fašizmom. Nekaj težav je imel tudi s svojo turnejo Bilo jednom u Hrvatskoj po Nemčiji. Nekatere judovske skupnosti so podale prošnjo na nemško vlado, da ukine Thompsonov koncert v Frankfurtu zaradi domnevnih fašističnih besedil. Ko je nemška vlada prejela prevode njegovih pesmi, je prošnjo takoj zavrnila.
Na Hrvaškem prav zaradi nekaterih oboževalcev, ki propagirajo ustaštvo, tudi njemu samemu očitajo ustaštva. Očitajo mu tudi nekatere njegove izjave, kot je ta, da je v času Hrvaške osamosvojitvene vojne z več tisočimi hrvaškimi vojaki pel ustaške pesmi, zato da so četnikom, ki so takrat izvajali agresijo nad hrvati, izbijali moralo. Nekateri mu ustaštvo očitajo tudi zaradi njegovega stila oblačenja, saj je na koncertih največkrat oblečen v črno. Prav tako tudi večina njegovih oboževalcev.
Thompson se distancira od nacizma, ustaštva  in fašizma  ter vedno znova zatrjuje, da je domoljub . Kljub temu pa je na njegovih koncertih še vedno videti veliko ustaških in nacističnih simbolov pri mladih,  zaradi katerih je bilo odpovedanih že kar nekaj koncertov, med drugim v Sarajevu, na Nizozemskem ter v Švici.

## Diskografija

### Studijski albumi
| Naslov                  | Leto izida | Založba         |
| ----------------------- | ---------- | --------------- |
| Moli mala               | 1992       | Croatia Records |
| Vrijeme škorpiona       | 1995       | Croatia Records |
| Geni kameni             | 1996       | Croatia Records |
| Vjetar s Dinare         | 1998       | Croatia Records |
| E, moj narode           | 2002       | Croatia Records |
| Bilo jednom u Hrvatskoj | 2006       | Croatia Records |
| Ora et labora           | 2013       | Croatia Records |
| Antologija              | 2016       | Croatia Records |

### Kompilacije
| Naslov       | Leto izida | Založba         |
| ------------ | ---------- | --------------- |
| Sve najbolje | 2003       | Croatia Records |

### Koncerti (CD-ji)
| Naslov                                      | Leto izida | Založba         |
| ------------------------------------------- | ---------- | --------------- |
| Bilo Jednom u Hrvatskoj: Split - Stari plac | 2007       | Croatia Records |

### Koncerti (DVD-ji)
| Naslov                                    | Leto izida | Založba         |
| ----------------------------------------- | ---------- | --------------- |
| Turneja: E, moj narode                    | 2004       | Croatia Records |
| Turneja: Bilo jednom u Hrvatskoj Maksimir | 2007       | Croatia Records |